# غلن رز (تكساس)
غلن رز (بالإنجليزية: Glen Rose, Texas)‏ هي مدينة تقع في الولايات المتحدة في مقاطعة سومرفيل (تكساس). يقدر عدد سكانها بـ 2,536 نسمة ومساحتها 7.1 كم2 وترتفع عن سطح البحر 189 متر.

## التركيبة السكانية
حدّد مكتب تعداد الولايات المتحدة بيانات التركيبة السكانية لغلن رز في تعداد الولايات المتحدة. في ما يلي، التركيبة السكانية حسب تعدادي 2000 و2010.

### تعداد عام 2000
بلغ عدد سكان غلن رز 2,122 نسمة بحسب تعداد عام 2000، وبلغ عدد الأسر 801 أسرة وعدد العائلات 544 عائلة مقيمة في المدينة. في حين سجلت الكثافة السكانية 208.9 نسمة لكل كيلومتر مربع (541.0/ميل2). وبلغ عدد الوحدات السكنية 903 وحدة بمتوسط كثافة قدره 88.9 لكل كيلومتر مربع (230.2/ميل2).
وتوزع التركيب العرقي للمدينة بنسبة 91.09% من البيض و0.28% من الأمريكيين الأفارقة و0.94% من الأمريكيين الأصليين و0.38% من الأمريكيين ذوي الأصول الآسيوية و5.51% من الأعراق الأخرى و1.79% من عرقين مختلطين أو أكثر و15.32% من الهسبانيون أو اللاتينيون من أي عرق.
بلغ عدد الأسر 801 أسرة كانت نسبة 39.8% منها لديها أطفال تحت سن الثامنة عشر تعيش معهم، وبلغت نسبة الأزواج القاطنين مع بعضهم البعض 48.7% من أصل المجموع الكلي للأسر، ونسبة 14.4% من الأسر كان لديها معيلات من الإناث دون وجود شريك، بينما كانت نسبة 4.9% من الأسر لديها معيلون من الذكور دون وجود شريكة وكانت نسبة 32.1% من غير العائلات. تألفت نسبة 29.1% من أصل جميع الأسر من عدة أفراد يعيشون في نفس المنزل ونسبة 14.9% كانت تتألف من شخص يعيش بمفرده يبلغ من العمر 65 عاماً أو أكثر. وبلغ متوسط حجم الأسرة المعيشية 2.54، أما متوسط حجم العائلات فبلغ 3.13.
بلغ العمر الوسطي للسكان 35.8 عاماً. وكانت نسبة 28.4% من القاطنين تحت سن الثامنة عشر، وكانت نسبة 8.1% بين الثامنة عشر والرابعة والعشرين عاماً، ونسبة 26.5% كانت واقعةً في الفئة العمرية ما بين الخامسة والعشرين والرابعة والأربعين عاماً، ونسبة 19.3% كانت ما بين الخامسة والأربعين والرابعة والستين، ونسبة 13.7% كانت ضمن فئة الخامسة والستين عاماً فما فوق. يوجد لكل 100 أنثى 92.3 ذكر، ويوجد لكل 100 أنثى في الثامنة عشر من عمرها فما فوق 86.6 ذكر.
بلغ متوسط دخل الأسرة في المدينة 29,837 دولارًا، أما متوسط دخل العائلة فبلغ 37,545 دولارًا. وكان متوسط دخل الذكور 30,238 دولارًا مقابل 19,500 دولارًا للإناث. وسجل دخل الفرد الخاص بالمدينة 14,940 دولارًا. وكانت نسبة 12.2% من العائلات ونسبة 14.7% من السكان تحت خط الفقر، وكان من هؤلاء نسبة 17.9% تحت سن الثامنة عشر ونسبة 16.2% في الخامسة والستين من العمر وما فوق.

### تعداد عام 2010
بلغ عدد سكان غلن رز 2,444 نسمة بحسب تعداد عام 2010، وبلغ عدد الأسر 878 أسرة وعدد العائلات 627 عائلة مقيمة في المدينة. في حين سجلت الكثافة السكانية 240.6 نسمة لكل كيلومتر مربع (623.2/ميل2). وبلغ عدد الوحدات السكنية 1,030 وحدة بمتوسط كثافة قدره 101.4 لكل كيلومتر مربع (262.6/ميل2).
وتوزع التركيب العرقي للمدينة بنسبة 86.09% من البيض و0.65% من الأمريكيين الأفارقة و0.94% من الأمريكيين الأصليين و0.98% من الأمريكيين ذوي الأصول الآسيوية و8.76% من الأعراق الأخرى و2.58% من عرقين مختلطين أو أكثر و19.52% من الهسبانيون أو اللاتينيون من أي عرق.
بلغ عدد الأسر 878 أسرة كانت نسبة 38.6% منها لديها أطفال تحت سن الثامنة عشر تعيش معهم، وبلغت نسبة الأزواج القاطنين مع بعضهم البعض 53.4% من أصل المجموع الكلي للأسر، ونسبة 13.4% من الأسر كان لديها معيلات من الإناث دون وجود شريك، بينما كانت نسبة 4.6% من الأسر لديها معيلون من الذكور دون وجود شريكة وكانت نسبة 28.6% من غير العائلات. تألفت نسبة 25.1% من أصل جميع الأسر من عدة أفراد يعيشون في نفس المنزل ونسبة 11% كانت تتألف من شخص يعيش بمفرده يبلغ من العمر 65 عاماً أو أكثر. وبلغ متوسط حجم الأسرة المعيشية 2.61، أما متوسط حجم العائلات فبلغ 3.13.
بلغ العمر الوسطي للسكان 39.1 عاماً. وكانت نسبة 26.2% من القاطنين تحت سن الثامنة عشر، وكانت نسبة 8.2% بين الثامنة عشر والرابعة والعشرين عاماً، ونسبة 23.3% كانت واقعةً في الفئة العمرية ما بين الخامسة والعشرين والرابعة والأربعين عاماً، ونسبة 23.2% كانت ما بين الخامسة والأربعين والرابعة والستين، ونسبة 19.1% كانت ضمن فئة الخامسة والستين عاماً فما فوق. وتوزع التركيب الجنسي للسكان بنسبة 45.8% ذكور و54.2% إناث.

## أعلام
- سامي ويليام
- جون غريفز